# Torneo Clausura 2014 (Paraguay)
El Torneo Clausura 2014 (Copa Tigo-Visión Banco, por motivos comerciales), denominado «Esc. Óscar Harrison», en homenaje al expresidente de la Asociación Paraguaya de Fútbol (APF), quien ejerciera el cargo entre 1994 y 2007, fue el centésimo undécimo campeonato oficial de Primera División organizado por la APF. Se puso en marcha el 25 de julio, y llegó a su fin el 6 de diciembre.
Se proclamó campeón, por 18.va vez en su historia y segunda consecutiva, el Club Libertad.

## Sistema de competición
El modo de disputa implementado fue, al igual que en las temporadas precedentes, el de todos contra todos a partidos de ida y vuelta, en dos rondas compuestas por once jornadas cada una con localía recíproca. Se transformó en campeón el equipo que acumuló la mayor cantidad de puntos al término de las 22 fechas.
En caso de paridad de puntos entre dos contendientes, se define el título en un partido extra. De existir más de dos en disputa, se resuelve según los siguientes parámetros:
1) saldo de goles;
2) mayor cantidad de goles marcados;
3) mayor cantidad de goles marcados en condición de visitante;
4) sorteo.

## Producto de la clasificación
- El torneo coronó al campeón número 111 en la historia de la Primera División de Paraguay.

- Este obtuvo el acceso a la fase de grupos de la próxima edición de la Copa Libertadores de América como Paraguay 1.

## Relevo anual de clubes
| Ascendidos a la Primera División              |
| --------------------------------------------- |
| 3 de febrero (Campeón de División Intermedia) |
| 12 de octubre (Subcampeón de Intermedia)      |

| Descendidos a División Intermedia     |
| ------------------------------------- |
| Cerro Porteño (PF) (2º peor promedio) |
| Sportivo Carapeguá (Peor promedio)    |

## Equipos participantes
| Equipos           | Entrenador       | Fundación                | Ciudad                 | Estadio                | Indumentaria  | Capacidad |
| ----------------- | ---------------- | ------------------------ | ---------------------- | ---------------------- | ------------- | --------- |
| 12 de octubre     | René Vázquez     | 14 de agosto de 1914     | Itauguá                | Juan Canuto Pettengill | Lotto         | 8000      |
| 3 de febrero      | Eduardo Rivera   | 20 de noviembre de 1970  | Ciudad del Este        | Antonio Aranda         | Saltarín Rojo | 28 000    |
| Cerro Porteño     | Leonardo Astrada | 1 de octubre de 1912     | Asunción               | General Pablo Rojas    | Diadora       | 32 910    |
| Deportivo Capiatá | Héctor Marecos   | 4 de septiembre de 2008  | Capiatá                | Deportivo Capiatá      | Lotto         | 10 000    |
| General Díaz      | Humberto García  | 22 de septiembre de 1917 | Luque                  | General Adrián Jara    | Lotto         | 3300      |
| Guaraní           | Fernando Jubero  | 12 de octubre de 1903    | Asunción               | Rogelio Livieres       | Dalponte      | 8000      |
| Libertad          | Pedro Sarabia    | 30 de julio de 1905      | Asunción               | Dr. Nicolás Leoz       | Nike          | 10 000    |
| Nacional          | Gustavo Morínigo | 5 de junio de 1904       | Asunción               | Arsenio Erico          | Kappa         | 4000      |
| Olimpia           | Nery Pumpido     | 25 de julio de 1902      | Asunción               | Manuel Ferreira        | Kappa         | 20 000    |
| Rubio Ñu          | Alicio Solalinde | 24 de agosto de 1913     | Asunción               | La Arboleda            | Lotto         | 5500      |
| Sol de América    | Mario Jacquet    | 22 de marzo de 1909      | Asunción y Villa Elisa | Luis Alfonso Giagni    | Lotto         | 5000      |
| Sportivo Luqueño  | Pablo Caballero  | 1 de mayo de 1921        | Luque                  | Feliciano Cáceres      | Puma          | 25 000    |

El campeonato contó con la participación de doce equipos, en su mayoría pertenecientes a la capital del país.
Siete fueron de Asunción, cuatro de ciudades cercanas a esta, Luque, Itauguá y Capiatá, y uno perteneciente al departamento de Alto Paraná. Vale aclarar que el club Sol de América mantiene su sede social en Asunción, pero disputa sus partidos como local en su campo de fútbol situado en la ciudad vecina de Villa Elisa.
Los únicos clubes que solo han competido en esta categoría (también conocida como División de Honor) son dos: Olimpia y Guaraní, completando con esta temporada 110 y 109 participaciones, respectivamente. Asimismo, los clubes Cerro Porteño (104 participaciones), General Díaz y Deportivo Capiatá (4 participaciones) nunca han descendido desde sus ingresos, en 1913 y 2013, respectivamente.

### Distribución geográfica de los equipos
| Región                      | Cant. | Equipos                                                                       |
| --------------------------- | ----- | ----------------------------------------------------------------------------- |
| Asunción                    | 7     | Cerro Porteño, Guaraní, Libertad, Nacional, Olimpia, Sol de América, Rubio Ñu |
| Departamento Central        | 4     | Dep. Capiatá, General Díaz, Sp. Luqueño, 12 de octubre                        |
| Departamento de Alto Paraná | 1     | 3 de febrero                                                                  |

## Cobertura televisiva
Tigo Sports, canal paraguayo lanzado en febrero de 2014, dedicado exclusivamente al deporte, es el designado para efectuar la transmisión de los partidos del campeonato paraguayo de fútbol. Llegó en sustitución de la empresa productora de contenido audiovisual, Teledeportes Paraguay (del Grupo Clarín), la cual tuvo a su cargo, entre 1999 y 2013, la emisión de dichos encuentros.

## Patrocinio
La compañía de telefonía celular, Tigo, y la institución bancaria de tipo microfinanciero, Visión Banco, son las encargadas de patrocinar todos los torneos realizados por la APF. El vínculo contractual con la primera se concretó a partir de 2008 con la celebración del torneo Apertura del mismo año. En tanto que la relación con el otro espónsor para respaldar cada campeonato se inició a principios de 2010.
Los premios en efectivo fueron fijados en US$ 50.000 dólares para el campeón (40.000 por parte de Tigo y 10.000 de Visión Banco). Por su parte, el subcampeón se acreditará 10.000 de la misma moneda.

## Cambio de entrenadores
| Equipos          | DT. ste.          | Cese             | DT. ete.         | Designación      |
| ---------------- | ----------------- | ---------------- | ---------------- | ---------------- |
| Rubio Ñu         | Pablo Caballero   | 16 de agosto     | Mario Grana      | 18 de agosto     |
| Cerro Porteño    | Francisco Arce    | 24 de agosto     | Leonardo Astrada | 28 de agosto     |
| 3 de febrero     | Ricardo Dabrowski | 23 de agosto     | Eduardo Rivera   | 25 de agosto     |
| Sportivo Luqueño | Eduardo Rivera    | 25 de agosto     | Daniel Navarro   | 26 de agosto     |
| Sportivo Luqueño | Daniel Navarro    | 25 de septiembre | Pablo Caballero  | 25 de septiembre |
| 12 de octubre    | Alicio Solalinde  | 4 de octubre     | René Vázquez     | 4 de octubre     |
| Olimpia          | Diego Alonso      | 5 de octubre     | Nery Pumpido     | 6 de octubre     |
| Sol de América   | Roberto Pompei    | 5 de octubre     | Mario Jacquet    | 7 de octubre     |
| 12 de octubre    | René Vázquez      | 13 de octubre    | Roque Yassogna   | 13 de octubre    |
| 12 de octubre    | Roque Yassogna    | 3 de noviembre   | René Vázquez     | 3 de noviembre   |
| Rubio Ñu         | Mario Grana       | 16 de noviembre  | Alicio Solalinde | 17 de noviembre  |

## Clasificación
| Pos. | Equipos           | PJ | PG | PE | PP | GF | GC | Dif. | Pts. |
| ---- | ----------------- | -- | -- | -- | -- | -- | -- | ---- | ---- |
| 1.   | Libertad          | 22 | 14 | 4  | 4  | 41 | 18 | 23   | 46   |
| 2.   | Cerro Porteño     | 22 | 13 | 5  | 4  | 43 | 20 | 23   | 44   |
| 3.   | Guaraní           | 22 | 12 | 5  | 5  | 49 | 29 | 20   | 41   |
| 4.   | Sportivo Luqueño  | 22 | 9  | 8  | 5  | 24 | 23 | 1    | 35   |
| 5.   | Nacional          | 22 | 9  | 5  | 8  | 18 | 19 | -1   | 32   |
| 6.   | Olimpia           | 22 | 8  | 6  | 8  | 28 | 24 | 4    | 30   |
| 7.   | General Díaz      | 22 | 8  | 5  | 9  | 26 | 33 | -7   | 29   |
| 8.   | 3 de febrero      | 22 | 7  | 4  | 11 | 22 | 35 | -13  | 25   |
| 9.   | Sol de América    | 22 | 6  | 6  | 10 | 24 | 32 | -8   | 24   |
| 10.  | Deportivo Capiatá | 22 | 5  | 6  | 11 | 22 | 34 | -12  | 21   |
| 11.  | Rubio Ñu          | 22 | 4  | 8  | 10 | 21 | 33 | -12  | 20   |
| 12.  | 12 de octubre     | 22 | 4  | 4  | 14 | 23 | 41 | -18  | 16   |

### Evolución de la clasificación
| E\J | 01 | 02 | 03 | 04 | 05 | 06 | 07 | 08 | 09 | 10 | 11 | 12 | 13 | 14 | 15 | 16 | 17 | 18 | 19 | 20 | 21 | 22 |  |
| --- | -- | -- | -- | -- | -- | -- | -- | -- | -- | -- | -- | -- | -- | -- | -- | -- | -- | -- | -- | -- | -- | -- |  |
| 12O | 5  | 11 | 10 | 7  | 9  | 9  | 8  | 9  | 10 | 10 | 11 | 11 | 9  | 9  | 9  | 10 | 11 | 11 | 11 | 11 | 12 | 12 |  |
| 3FE | 11 | 6  | 7  | 9  | 10 | 10 | 10 | 10 | 7  | 8  | 7  | 7  | 8  | 7  | 8  | 8  | 8  | 8  | 9  | 7  | 8  | 8  |  |
| CAP | 1  | 2  | 4  | 4  | 6  | 8  | 5  | 8  | 9  | 9  | 9  | 9  | 10 | 10 | 10 | 9  | 9  | 10 | 10 | 10 | 10 | 10 |  |
| CER | 9  | 9  | 6  | 2  | 7  | 7  | 9  | 6  | 5  | 3  | 3  | 1  | 1  | 1  | 1  | 2  | 3  | 2  | 1  | 2  | 2  | 2  |  |
| GEN | 3  | 5  | 8  | 11 | 8  | 6  | 4  | 7  | 8  | 7  | 8  | 8  | 7  | 8  | 7  | 7  | 7  | 7  | 8  | 9  | 7  | 7  |  |
| GUA | 5  | 3  | 2  | 1  | 1  | 1  | 1  | 1  | 2  | 1  | 1  | 2  | 2  | 2  | 3  | 4  | 5  | 4  | 3  | 3  | 3  | 3  |  |
| LIB | 3  | 4  | 3  | 5  | 2  | 3  | 2  | 3  | 3  | 4  | 5  | 3  | 3  | 3  | 2  | 1  | 1  | 1  | 2  | 1  | 1  | 1  |  |
| NAC | 12 | 7  | 9  | 6  | 4  | 5  | 7  | 4  | 4  | 5  | 6  | 5  | 5  | 5  | 6  | 6  | 4  | 5  | 5  | 5  | 5  | 5  |  |
| OLI | 2  | 1  | 1  | 3  | 3  | 2  | 3  | 2  | 1  | 2  | 2  | 4  | 4  | 4  | 4  | 5  | 6  | 6  | 6  | 6  | 6  | 6  |  |
| RUB | 7  | 10 | 12 | 12 | 12 | 12 | 12 | 12 | 12 | 12 | 10 | 10 | 11 | 11 | 12 | 12 | 12 | 12 | 12 | 12 | 11 | 11 |  |
| SOL | 9  | 8  | 5  | 10 | 11 | 11 | 11 | 11 | 11 | 11 | 12 | 12 | 12 | 12 | 11 | 11 | 10 | 9  | 7  | 8  | 9  | 9  |  |
| SLU | 7  | 12 | 11 | 8  | 5  | 4  | 6  | 5  | 6  | 6  | 4  | 6  | 6  | 6  | 5  | 3  | 2  | 3  | 4  | 4  | 4  | 4  |  |

|  |                             |
|  | Líder                       |
|  | Con un partido pendiente    |
|  | Con dos partidos pendientes |

## Resultados
| L\V | 12O | 3FE | CAP | CER | GEN | GUA | LIB | NAC | OLI | RUB | SOL | SLU |
| --- | --- | --- | --- | --- | --- | --- | --- | --- | --- | --- | --- | --- |
| 12O |     | 1:1 | 2:3 | 0:2 | 3:2 | 1:1 | 0:2 | 1:1 | 2:1 | 1:4 | 2:4 | 0:1 |
| 3FE | 0:2 |     | 2:1 | 0:5 | 2:1 | 0:4 | 2:0 | 2:1 | 1:3 | 0:0 | 1:1 | 0:1 |
| CAP | 0:0 | 2:3 |     | 1:1 | 1:1 | 1:0 | 1:0 | 2:3 | 0:3 | 2:0 | 1:1 | 1:3 |
| CER | 4:2 | 2:0 | 1:0 |     | 3:1 | 1:4 | 2:2 | 1:0 | 1:1 | 1:1 | 2:0 | 4:0 |
| GEN | 1:0 | 1:0 | 2:0 | 3:2 |     | 1:1 | 0:1 | 0:1 | 1:1 | 2:1 | 1:0 | 1:2 |
| GUA | 2:1 | 2:3 | 4:1 | 3:4 | 4:2 |     | 5:1 | 0:0 | 4:2 | 0:0 | 3:0 | 2:0 |
| LIB | 2:0 | 1:1 | 2:1 | 0:0 | 6:0 | 4:1 |     | 0:0 | 3:1 | 5:1 | 3:0 | 1:0 |
| NAC | 1:0 | 1:0 | 0:3 | 0:1 | 2:0 | 0:1 | 0:1 |     | 0:2 | 2:1 | 0:0 | 2:1 |
| OLI | 2:0 | 0:1 | 2:0 | 1:0 | 1:3 | 1:2 | 0:1 | 0:1 |     | 0:0 | 1:1 | 1:1 |
| RUB | 3:1 | 1:0 | 3:0 | 0:4 | 1:1 | 1:3 | 0:3 | 1:2 | 0:2 |     | 1:1 | 2:2 |
| SOL | 2:3 | 3:2 | 1:1 | 0:2 | 0:1 | 3:1 | 2:3 | 1:0 | 1:2 | 1:0 |     | 2:0 |
| SLU | 2:1 | 2:1 | 0:0 | 1:0 | 1:1 | 2:2 | 1:0 | 1:1 | 1:1 | 0:0 | 2:0 |     |

|  |                   |
|  | Victoria local    |
|  | Empate            |
|  | Triunfo visitante |

## Campeón
| Libertad            |
| Libertad 18º título |

## Máximos goleadores
| País                | Jugador            | Equipo        | Goles |
| ------------------- | ------------------ | ------------- | ----- |
| Bandera de Paraguay | Fernando Fernández | Guaraní       | 17    |
| Bandera de Paraguay | José Ortigoza      | Cerro Porteño | 11    |
| Bandera de Paraguay | Federico Santander | Guaraní       | 11    |
| Bandera de Paraguay | Christian Ovelar   | Olimpia       | 9     |
| Bandera de Paraguay | Cristhian Colmán   | 3 de febrero  | 8     |
| Bandera de Paraguay | Sergio Díaz        | Cerro Porteño | 8     |
| Bandera de Paraguay | Gustavo Santacruz  | 12 de octubre | 8     |

## Público asistente

### Asistencia por equipos
La tabla siguiente muestra la cantidad de espectadores que acumuló cada equipo en sus respectivos partidos. Se asigna en su totalidad el mismo número a ambos protagonistas de un juego.
| Pos. | Equipos           | PJ | As.     |
| ---- | ----------------- | -- | ------- |
| 1.   | Olimpia           | 22 | 112 145 |
| 2.   | Cerro Porteño     | 22 | 87 067  |
| 3.   | Sportivo Luqueño  | 22 | 45 688  |
| 4.   | Guaraní           | 22 | 35 780  |
| 5.   | 3 de febrero      | 22 | 29 632  |
| 6.   | Nacional          | 22 | 28 139  |
| 7.   | Libertad          | 22 | 25 960  |
| 8.   | 12 de octubre     | 22 | 25 863  |
| 9.   | General Díaz      | 22 | 19 648  |
| 10.  | Sol de América    | 22 | 19 215  |
| 11.  | Rubio Ñu          | 22 | 18 538  |
| 12.  | Deportivo Capiatá | 22 | 14 343  |

## Clasificación para competencias internacionales

### Puntaje acumulado
El puntaje acumulado de un equipo es la suma del obtenido en los torneos Apertura y Clausura de 2014. Este determinó al cierre de temporada la clasificación de los representantes de la APF en los torneos de Conmebol del año siguiente.
- Para la Copa Libertadores 2015 clasificaron 3: los campeones del Apertura y Clausura, ordenados según sus posiciones finales en la tabla adjunta;[26] y el mejor colocado, sin contar a los mencionados anteriormente.[27] Si el mismo club repitiera el título logra automáticamente el primer cupo, otorgando los restantes a los finalizados en segundo y tercer lugar.[28]

- Para la Copa Sudamericana 2015 clasificaron 4: el ganador del Apertura o Clausura con la mayor cantidad de puntos acumulados, y los mejores posicionados, excluyendo a los clasificados 2 y 3 de la Libertadores.[29][30]

En caso de paridad de puntos entre dos equipos se define en un partido extra. Si la igualdad se produce entre tres o más se toma en cuenta la diferencia de goles. El campeón de cada certamen asegura su participación en la Libertadores como Paraguay 1 o 2, sin depender de la posición que ocupe en esta tabla.
El 11 de diciembre de 2014, la APF determinó mediante un sorteo que las plazas a ocupar en la Copa Sudamericana 2015 por Sportivo Luqueño y Olimpia serán las de Paraguay 2 y Paraguay 3, respectivamente. Ambos clubes llegaron a un acuerdo para decidir al azar sus cupos finales y no llevar a cabo un partido extra de desempate como estipulaba en principio el reglamento en caso de paridad de puntos entre dos contendientes.
| Copa | Pos. | Equipos           | PJ | PG | PE | PP | GF  | GC | Dif. | Pts. |
| ---- | ---- | ----------------- | -- | -- | -- | -- | --- | -- | ---- | ---- |
|      | 1.   | Libertad          | 44 | 29 | 9  | 6  | 82  | 35 | 47   | 96   |
|      | 2.   | Guaraní           | 44 | 26 | 9  | 9  | 105 | 60 | 45   | 87   |
|      | 3.   | Cerro Porteño     | 44 | 21 | 12 | 11 | 92  | 58 | 34   | 75   |
|      | 4.   | Olimpia           | 44 | 17 | 12 | 15 | 60  | 50 | 10   | 63   |
|      | 5.   | Sportivo Luqueño  | 44 | 15 | 18 | 11 | 47  | 48 | -1   | 63   |
|      | 6.   | Nacional          | 44 | 17 | 11 | 16 | 44  | 46 | -2   | 62   |
|      | 7.   | Sol de América    | 44 | 13 | 16 | 15 | 60  | 63 | -3   | 55   |
|      | 8.   | Rubio Ñu          | 44 | 12 | 14 | 18 | 59  | 70 | -11  | 50   |
|      | 9.   | General Díaz      | 44 | 12 | 12 | 20 | 45  | 67 | -22  | 48   |
|      | 10.  | Deportivo Capiatá | 44 | 11 | 14 | 19 | 44  | 71 | -27  | 47   |
|      | 11.  | 3 de febrero      | 44 | 9  | 12 | 23 | 44  | 79 | -35  | 39   |
|      | 12.  | 12 de octubre     | 44 | 6  | 13 | 25 | 44  | 79 | -35  | 31   |

|                   |                                                                  |
|                   | Clasificado a Copa Libertadores 2015 y a Copa Sudamericana 2015. |
|                   | Clasificados a Copa Libertadores 2015.                           |
| Copa Sudamericana | Clasificados a Copa Sudamericana 2015.                           |

## Descenso de categoría

### Puntaje promedio
El promedio de puntos de un equipo es el cociente que se obtiene de la división de su puntaje acumulado en los torneos disputados en las últimas tres temporadas por la cantidad de partidos que haya jugado durante dicho período. Este determinó, al cierre del torneo Clausura de 2014, el descenso a la Segunda División de los equipos que acabaron en los dos últimos lugares de la tabla.
| Pos. | Equipos           | 2012 | 2013 | 2014 | Total | PJ  | Promedio |
| ---- | ----------------- | ---- | ---- | ---- | ----- | --- | -------- |
| 1.   | Libertad          | 91   | 75   | 96   | 262   | 132 | 1,985    |
| 2.   | Cerro Porteño     | 86   | 87   | 75   | 248   | 132 | 1,879    |
| 3.   | Guaraní           | 73   | 77   | 87   | 237   | 132 | 1,795    |
| 4.   | Nacional          | 77   | 79   | 62   | 218   | 132 | 1,651    |
| 5.   | Olimpia           | 79   | 55   | 63   | 197   | 132 | 1,492    |
| 6.   | Sportivo Luqueño  | 59   | 54   | 63   | 176   | 132 | 1,333    |
| 7.   | Deportivo Capiatá | -    | 65   | 47   | 112   | 88  | 1,273    |
| 8.   | General Díaz      | -    | 61   | 48   | 109   | 88  | 1,239    |
| 9.   | Sol de América    | 60   | 46   | 55   | 161   | 132 | 1,220    |
| 10.  | Rubio Ñu          | 36   | 50   | 50   | 136   | 132 | 1,030    |
| 11.  | 3 de Febrero      | -    | -    | 39   | 39    | 44  | 0,886    |
| 12.  | 12 de Octubre     | -    | -    | 31   | 31    | 44  | 0,704    |

|  |                                      |
|  | Descendido a la División Intermedia. |